# Oite (destroyer, 1924)
Pour les autres navires du même nom, voir Oite.
L'Oite (追風) est un destroyer de la classe Kamikaze construit pour la Marine impériale japonaise pendant les années 1920.

## Historique
Au moment de l'attaque de Pearl Harbor le 7 décembre 1941, l'Oite est le vaisseau amiral de la 29e division du 6e escadron de destroyers (4e flotte). Il quitte Kwajalein le 8 décembre avec la force d'invasion de Wake transportant une garnison des « forces navales spéciales de débarquement » (FNSD). Tôt le matin du 11 décembre, la garnison américaine repoussa les premières tentatives de débarquement des FNSD, soutenues par les croiseurs légers Yūbari, Tenryū et Tatsuta, les destroyers Yayoi, Hayate, Kisaragi, Mutsuki, Oite et Asanagi, deux anciens navires de la classe Momi convertis en patrouilleur (patrouilleur no 32 et no 33), et deux transports de troupes contenant 450 soldats des FNSD. Après avoir subi de lourdes pertes, les forces japonaises se replièrent avant le début des opérations. Au cours de l'opération, l'Oite sera endommagé et 14 de ses membres d'équipage seront blessés par des tirs d'artillerie. Ce fut le premier revers japonais de la guerre et la seule tentative de débarquement qui échoua lors de la Seconde Guerre mondiale.

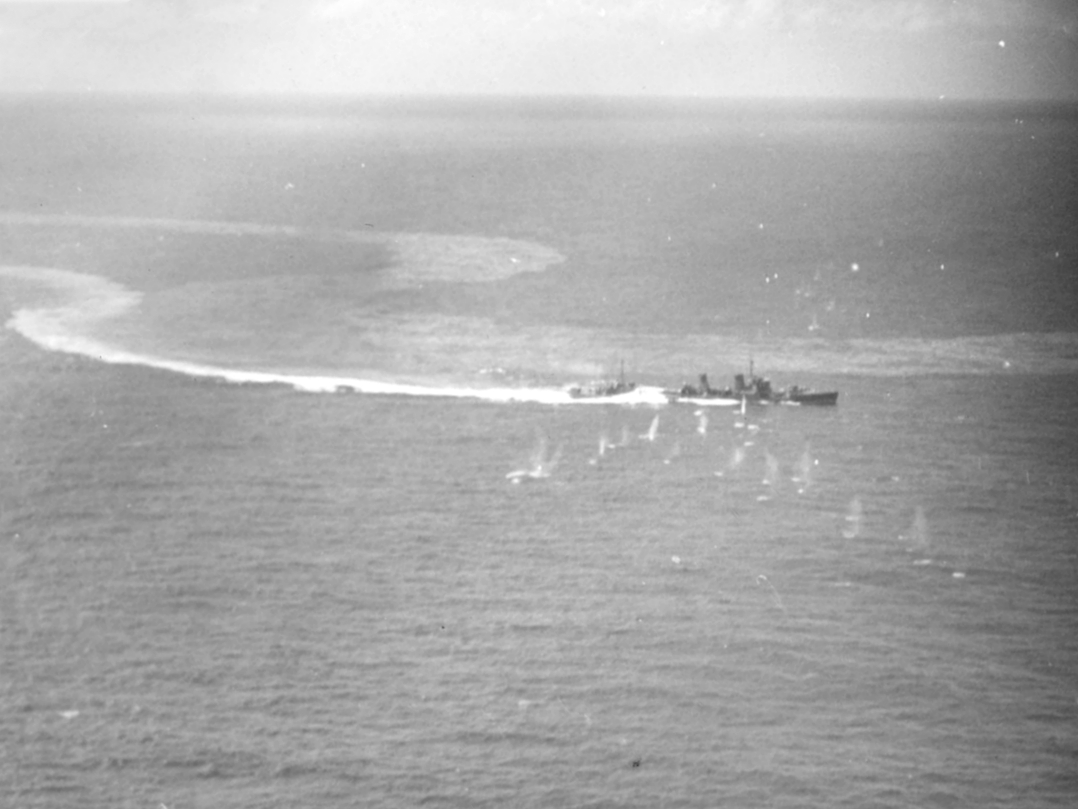
Un destroyer japonais (probablement l'Oite) sous l'attaque d'un avion de l'US Navy près du lagon de Truk le 18 février 1944.

De janvier à mars 1942, l'Oite assure la couverture des forces japonaises pendant l'opération R (invasion de Rabaul, en Nouvelle-Bretagne) et l'opération SR (invasion de Lae et Salamaua), retournant à l'arsenal naval de Sasebo pour des réparations en avril. Fin avril, l'Oite escorte un convoi de Sasebo à Truk. Au cours de la bataille de la mer de Corail du 7 au 8 mai 1942, l'Oite est affecté à la force d'invasion de l'opération Mo pour Port Moresby, en Nouvelle-Guinée. Lorsque cette opération est annulée, il est réaffecté dans le secteur des îles Salomon, patrouillant depuis Rabaul et escortant une équipe de construction d'aérodrome de Truk à Bougainville et à Guadalcanal. En août 1942, l'Oite effectue un transport de troupes « Tokyo Express » vers Guadalcanal, mais à la fin du mois, est réassigné pour couvrir les débarquements de troupes sur Nauru et Banaba durant l'opération RY.
En septembre 1942, l'Oite patrouille dans le Pacifique central et escorte des convois de troupes des Palaos aux Salomon jusqu'en septembre 1943. Il est légèrement endommagé par des éclats de torpilles le 21 septembre 1943, alors qu'il escorte un convoi de Truk, via Saipan et Yokosuka. Jusqu'en février 1944, le destroyer continue ses escortes entre les îles japonaises et Saipan, puis entre Saipan et Rabaul.
Le 16 février 1944, l'Oite escorte le croiseur endommagé Agano des îles Truk vers le Japon lorsqu'il est torpillé et coulé par le sous-marin américain USS Skate. L'Oite secourt 523 membres d'équipage de l'Agano avant de retourner vers Truk. Lorsqu'il atteint la base de Truk le 18 février, elle est bombardée par des avions de la marine américaine lors de l'opération Hailstone. L'Oite est torpillé, se brise en deux avant de sombrer quasi immédiatement, emportant 695 des 715 matelots qu'il transportait à son bord (172 de l'Oite et 523 de l'Agano).
L'Oite est rayé des listes de la marine le 31 mars 1944.
Son épave est retrouvée en mars 1986 à une profondeur d'environ 61 mètres (200 pieds), les deux sections étant séparées d'environ 12 mètres (40 pieds).